# Мирна (Словенија)
Мирна (словен. Mirna) је насељено место и средиште истоимене општине Мирна у Словенији, у регији Југоисточне Словеније.

## Историја
До територијалне реорганизације у Словенији била је у саставу старе општине Требње.

## Становништво
У попису становништва из 2011. године, Мирна је имала 1.398 становника.
| Број становника према пописима | Број становника према пописима | Број становника према пописима |
| ------------------------------ | ------------------------------ | ------------------------------ |
| 1991                           | 2002                           | 2011                           |
| 1.500                          | 1.465                          | 1.398                          |

Напомена: Године 1955. повећано за насеље Света Хелена, које је укинуто. Године 2009. вршене су мање размене територија између насеља Мирна и Трстеник (Шентруперт), и између насеља Мирна и Забуковје (Шентруперт).

## Галерија
- зграда општине
- детаљ
- ватрогасни дом
- римокатоличка црква "Свети Јанез Крстник"
- капелица "Свети Криж"
- замак
- пешачки мост
- детаљ
- библиотека
- смучарска скакаоница
- знак, река Мирна
- железнички мост
- железничка станица